# Matthias Schweighöfer
Matthias Schweighöfer (Anklam, República Democrática Alemana, 11 de marzo de 1981) es un actor alemán de teatro, cine y televisión.

## Biografía
Es hijo de los también actores Michael Schweighöfer y Gitta Schweighöfer. Es Actualmente conocido por haber interpretado al físico teórico alemán Werner Heisenberg en la película de 2023 Oppenheimer.
Desde 2004 tuvo una relación con Angelika Ani Schromm, con la que tuvo a su primera hija, Greta Schweighöfer, el 1 de mayo de 2009 en Berlín. En 2016 la pareja tuvo a su segundo hijo, Valentin Schweighöfer.[cita requerida]
Desde 2019 mantiene una relación con la actriz Ruby O. Fee.

## Carrera
En cuanto a su formación profesional, cursó estudios de arte dramático en la Escuela Superior Ernst Busch de Berlín.
Su debut en la pantalla grande se produjo con Raus aus der Haut (1997), dirigida por Andreas Dresen. En los años siguientes apareció en cintas aclamadas como Soloalbum (2003), Off Beat (2004), Das wilde Leben (2007) y Keinohrhasen. Schweighöfer interpretó al teniente coronel Franz Herber en la cinta bélica Valkyrie, la cual dramatiza el intento de golpe de Estado y asesinato de Adolf Hitler llevado a cabo el 20 de julio de 1944. El lanzamiento internacional de Valkyrie y su elenco de estrellas del cine (incluyendo Tom Cruise, Kenneth Branagh, Terence Stamp y Bill Nighy) no solo le permitió a Schweighöfer ser reconocido internacionalmente, sino que le dio la oportunidad para ser elegido en otros roles de habla inglesa.
En 2009, Schweighöfer fundó la marca de ropa de moda German Garment, con el presentador de televisión Joko Winterscheidt.
En 2010 hizo su debut como director con la comedia romántica What a Man, seguida en 2013 por su segunda película, Schlussmacher. En 2017, dirigió, produjo y protagonizó You Are Wanted, la primera serie de habla no inglesa de Amazon Studios.
En 2021, Schweighöfer apareció en la película de Netflix Army of the Dead, dirigida por Zack Snyder, en el papel de Ludwig Dieter. En ese mismo año, repitió su rol como Ludwig Dieter en la cinta precuela Army of Thieves, la cual también dirigió.

## Filmografía
- 2001: El corazón en la cabeza
- 2002: De noche en el parque
- 2002: Los amigos de los amigos
- 2003: Soloalbum
- 2003: La clase del 99. La escuela fue ayer, hoy es la vida
- 2004: Kammerflimmen
- 2004: Gold
- 2007: La vida salvaje
- 2007: Keinohrhasen (Un conejo sin orejas)
- 2008: Der Rote Baron (El barón rojo)
- 2008: Valkyrie
- 2009: Zweiohrküken (Pollitos de dos orejas)
- 2010: Friendship!
- 2011: What a man (Qué hombre)
- 2013: Schlussmacher (Rupturas por encargo)
- 2014: Vaterfreuden
- 2015: Der Nanny (La niñera)
- 2016: Der Geilste Tag
- 2016: The most beautiful day, como Andy
- 2017: You Are Wanted (serie de TV)
- 2018: 100 Dinge (100 cosas)
- 2020: Resistance (Resistencia), como el corrupto militar nazi Klaus Barbie (1913-1991)
- 2021: Army of the Dead, como Ludwig Dieter
- 2021: Army of Thieves, como Ludwig Dieter
- 2022: The swimmers, como Sven
- 2023: Heart of Stone como jota de corazones
- 2023: Oppenheimer como Werner Heisenberg
- 2023: Familia revuelta como Rolf
- 2024: Girl You Know It's True como Frank Farian[7]
- 2025:  El Muro Negro

### Como productor
- 2015: Bienvenidos a Grecia
- 2017: You are wanted (serie de TV)

### Como director
- 2010: What a man
- 2013: Schlussmacher
- 2017: You are wanted (serie de TV)
- 2021: Army of Thieves

## Premios
- 2010 - Premio Hessian TV - Mejor actor.
- 2004 – Premios Cinematográficos de Baviera. Mejor actor joven.
- 2002 - Premio Günter Strack TV - Mejor actor joven.